# Bill Hagerty
William Francis Hagerty, detto Bill (Gallatin, 14 agosto 1959), è un politico e diplomatico statunitense, senatore per lo stato del Tennessee dal 2021 ed in precedenza ambasciatore degli Stati Uniti d'America in Giappone dal 2017 al 2019 nella prima amministrazione Trump. Hagerty è membro del Partito Repubblicano, e si configura come un repubblicano conservatore.

## Biografia
Nato a Gallatin nella contea di Sumner in Tennessee, ha conseguito un Bachelor of Arts e poi un Juris Doctor all'Università Vanderbilt di Nashville.
È stato consigliere economico della Casa Bianca durante la presidenza di George H. W. Bush e ha poi iniziato una carriera nell'ambito del private equity, contribuendo a fondare la società di investimenti Hagerty Peterson & Company. Nel 2008 ha lavorato per la campagna presidenziale di Mitt Romney e dal 2011 al 2014 è stato commissario per l'economia del Tennessee nel Governo guidato dal Governatore Bill Haslam. Durante le elezioni presidenziali del 2016 sostenne inizialmente Jeb Bush venendo nominato anche come uno dei suoi delegati alla Convention. Dopo la vittoria di Donald Trump lavorò per il suo team di transizione.
Il 27 marzo 2017 fu nominato ambasciatore degli Stati Uniti in Giappone dal Presidente Donald Trump. La sua nomina fu confermata dal Senato con 86 voti a favore e 12 contrari. Ha assunto la carica il 27 luglio 2017. Si è dimesso il 16 luglio 2019 dopo l'annuncio della sua candidatura come senatore.
Il 6 agosto 2020 vince le primarie repubblicane e il 3 novembre vince le elezioni generali contro la democratica Marquita Bradshaw con il 60,7% dei voti venendo eletto senatore e insediandosi il 3 gennaio 2021.